# Stanislaw Stankow
Stanislaw Stankow (bulgarisch Станислав Станков, englisch Stanislav Stankov; * 3. August 1999) ist ein bulgarischer Hürdenläufer, der sich auf die 110-Meter-Distanz spezialisiert hat.

## Sportliche Laufbahn
Erste internationale Erfahrungen sammelte Stanislaw Stankow im Jahr 2016, als er bei den erstmals ausgetragenen Jugendeuropameisterschaften in Tiflis im 400-Meter-Hürdenlauf mit 57,52 s in der ersten Runde ausschied. Im Jahr darauf schied er dann bei den U20-Europameisterschaften in Grosseto über 110 m Hürden mit 14,44 s im Vorlauf aus und 2018 belegte er bei den Balkan-Hallenmeisterschaften in Istanbul in 8,22 s den fünften Platz über 60 m Hürden, ehe er bei den U20-Weltmeisterschaften in Tampere mit 13,94 s in der Vorrunde ausschied. Kurz darauf belegte er bei den Balkan-Meisterschaften in Stara Sagora in 14,62 s den siebten Platz im B-Finale. 2019 erreichte er bei den Europaspielen in Minsk nach 14,36 s Rang 21 und daraufhin wurde er bei den Balkan-Meisterschaften in Prawez in 14,26 s Vierter über 110 m Hürden. 2020 gewann er bei den Balkan-Hallenmeisterschaften in Istanbul in 7,88 s die Silbermedaille über 60 m Hürden und auch bei den Freiluftmeisterschaften in Cluj-Napoca gewann er in 14,08 s die Silbermedaille im Hürdensprint und belegte mit der bulgarischen 4-mal-100-Meter-Staffel in 40,71 s den vierten Platz. 2021 gewann er bei den Balkan-Hallenmeisterschaften in Istanbul in 7,80 s die Silbermedaille, ehe er kurz darauf bei den Halleneuropameisterschaften in Toruń mit 7,94 s im Halbfinale ausschied. Ende Juni siegte er in 13,56 s bei den Balkan-Meisterschaften in Smederevo und anschließend schied er bei den U23-Europameisterschaften in Tallinn mit 13,92 s im Halbfinale aus. 2023 wurde er bei der 2. Liga der Team-Europameisterschaft im Rahmen der Europaspiele in Chorzów in 13,94 s Erster im B-Lauf über 110 m Hürden, ehe er bei den Balkan-Meisterschaften in Kraljevo in 13,97 s den achten Platz belegte. Im Jahr darauf belegte er bei den Balkan-Hallenmeisterschaften in Istanbul in 7,87 s den vierten Platz über 60 m Hürden. Ende Mai belegte er bei den Freiluft-Balkan-Meisterschaften in Izmir in 14,08 s den sechsten Platz über 110 m Hürden.
2025 belegte er bei den Balkan-Hallenmeisterschaften in Belgrad in 7,95 s den vierten Platz über 60 m Hürden. Ende Juni wurde er bei der 2. Liga der Team-Europameisterschaft in Maribor in 13,81 s Fünfter über 110 m Hürden, ehe er bei den Balkan-Meisterschaften in Volos in 14,00 s ebenfalls den fünften Platz belegte. 
In den Jahren von 2017 bis 2021 sowie von 2023 bis 2025 wurde Stankow bulgarischer Meister im 110-Meter-Hürdenlauf und 2019 und 2021 siegte er auch über 400 m Hürden. Zudem wurde er von 2018 bis 2021 sowie 2023 und 2024 Hallenmeister über 60 m Hürden.

## Persönliche Bestleistungen
- 110 m Hürden: 13,56 s (−0,1 m/s), 27. Juni 2021 in Smederevo
  - 60 m Hürden (Halle): 7,71 s, 31. Januar 2021 in Sofia
- 400 m Hürden: 52,07 s, 24. Juli 2019 in Sofia